# Alto Bonito
Alto Bonito är en ort i Mexiko.   Den ligger i kommunen Peñamiller och delstaten Querétaro Arteaga, i den centrala delen av landet, 200 km norr om huvudstaden Mexico City. Alto Bonito ligger 1 875 meter över havet och antalet invånare är 186.
Terrängen runt Alto Bonito är kuperad, och sluttar söderut. Runt Alto Bonito är det ganska glesbefolkat, med 26 invånare per kvadratkilometer. Närmaste större samhälle är Villa Emiliano Zapata, 14,3 km sydost om Alto Bonito. Trakten runt Alto Bonito består i huvudsak av gräsmarker.